# Frédéric Maréchal
| (44263) Nansouty          | 28. August 1998 | [1] |
| (175726) Borda            | 29. August 1997 | [1] |
| - [1] mit Philippe Dupouy |                 |     |

Frédéric Maréchal ist ein französischer Amateurastronom und Asteroidenentdecker.
Er entdeckte in den Jahren 1997 und 1998 zusammen mit seinem Kollegen Philippe Dupouy insgesamt zwei Asteroiden.